# MVV in het seizoen 1960/61
Het seizoen 1960/1961 was het zevende jaar in het bestaan van de Maastrichtse betaaldvoetbalclub MVV. De club kwam uit in de Eredivisie en eindigde daarin op de 14e plaats. Tevens deed de club mee aan het toernooi om de KNVB Beker, hierin werd het team in de groepsfase uitgeschakeld.

## Wedstrijdstatistieken

### Eredivisie
|       | ADO   | Ajax  | Alkmaar '54 | DOS   | DWS/A | Elinkwijk | Sportclub Enschede | Feijenoord | Fortuna '54 | GVAV  | NAC   | NOAD  | PSV   | Rapid JC | Sparta | VVV   | Willem II |
| ----- | ----- | ----- | ----------- | ----- | ----- | --------- | ------------------ | ---------- | ----------- | ----- | ----- | ----- | ----- | -------- | ------ | ----- | --------- |
| Thuis | 3 – 2 | 1 – 5 | 2 – 1       | 1 – 2 | 2 – 1 | 2 – 3     | 1 – 0              | 0 – 2      | 3 – 1       | 4 – 3 | 1 – 1 | 2 – 0 | 3 – 3 | 2 – 1    | 1 – 0  | 0 – 3 | 2 – 0     |
| Uit   | 2 – 1 | 4 – 0 | 0 – 0       | 3 – 1 | 4 – 0 | 0 – 0     | 1 – 0              | 2 – 2      | 4 – 1       | 1 – 0 | 1 – 1 | 3 – 2 | 5 – 0 | 1 – 1    | 3 – 2  | 6 – 2 | 2 – 2     |

### KNVB Beker
| Groepsfase                                                      | MVV                                                   | 2 – 3 (1 – 1)  | Limburgia                                                                                         |
| 14 augustus 1960 Plaats: Maastricht De Boschpoort               | Gerard Bühler 5' Chris Coenen 65'                     |                | 35' Theo van Gemert 70' Chris Broeders 75' Wil Houwers                                            |
| Groepsfase                                                      | Rapid JC                                              | 5 – 2 (4 – 1)  | MVV                                                                                               |
| 18 september 1960 Plaats: Kerkrade Kaalheide                    | Mat Loo 3', 12', 17' Hub Lenz 35' Hubert Hanneman 55' |                | 5' Chris Coenen 80' Gerard Bühler                                                                 |
| Groepsfase                                                      | VVH '16                                               | 2 – 10 (1 – 5) | MVV                                                                                               |
| 1 januari 1961 Plaats: Heerlen Sportterrein aan de Kerkraderweg | Piet Claessen Sjaak van Loo                           |                | –', –', –', –' Matthy Pieters –', –', –' Henk Brinkhuis Piet Strolenberg Karl Vigna Piet van Dijk |
| Groepsfase                                                      | Roda Sport                                            | 3 – 2 (1 – 2)  | MVV                                                                                               |
| 12 februari 1961 Plaats: Kerkrade Jonkerbergstraat              | Ludwig Klaus 8' Gerard Hoenen 47', 60' (pen.)         |                | 25' (pen.) André Ravestijn –' (e.d.) Jos Jongen                                                   |

## Statistieken MVV 1960/1961

### Eindstand MVV in de Nederlandse Eredivisie 1960 / 1961
| Stand | Gespeeld | Gewonnen | Gelijk | Verloren | Punten | Doelpunten voor | Doelpunten tegen |
| ----- | -------- | -------- | ------ | -------- | ------ | --------------- | ---------------- |
| 14e   | 34       | 10       | 8      | 16       | 28     | 45              | 70               |

### Topscorers
| #      | Naam             | Goal |
| ------ | ---------------- | ---- |
| 1.     | Chris Coenen     | 16   |
| 2.     | Frans Rutten     | 7    |
| 3.     | Gerard Bergholtz | 6    |
| 4.     | Matthy Pieters   | 4    |
| 4.     | Albert Ummels    | 4    |
| 6.     | Gerard Bühler    | 2    |
| 6.     | Karl Vigna       | 2    |
| 8.     | Henk Brinkhuis   | 1    |
| 8.     | André Maas       | 1    |
| 8.     | Piet Strolenberg | 1    |
| 8.     | Jo Toennaer      | 1    |
| Totaal | Totaal           | 45   |

| #              | Naam                    | Goal |
| -------------- | ----------------------- | ---- |
| 1.             | Matthy Pieters          | 4    |
| 2.             | Henk Brinkhuis          | 3    |
| 3.             | Gerard Bühler           | 2    |
| 3.             | Chris Coenen            | 2    |
| 5.             | Piet van Dijk           | 1    |
| 5.             | André Ravestijn         | 1    |
| 5.             | Piet Strolenberg        | 1    |
| 5.             | Karl Vigna              | 1    |
| Eigen doelpunt |                         |      |
| –              | Jos Jongen (Roda Sport) | 1    |
| Totaal         | Totaal                  | 16   |

## Voetnoten
ADO ·
Ajax ·
Alkmaar '54 ·
DOS ·
DWS/A ·
Elinkwijk ·
Sportclub Enschede ·
Feijenoord ·
Fortuna '54 ·
GVAV ·
MVV ·
NAC ·
NOAD ·
PSV ·
Rapid JC ·
Sparta ·
VVV ·
Willem II